# Vlahovics Edit
Vlahovics Edit (Budapest, 1960. december 25. –) Aase-díjas magyar színésznő, a szombathelyi Weöres Sándor Színház alapító színésznője.

## Életpályája
1986-ban végzett a Színház- és Filmművészeti Főiskolán. A szolnoki Szigligeti Színházhoz szerződött. 1989 és 1990 között  Nyíregyházán, a Móricz Zsigmond Színházban játszott. 1990-től szabadfoglalkozású színész volt. A Merlin Színházban, a Jászai Mari Színházban, a szolnoki Szigligeti Színházban, a Soproni Petőfi Színházban és a Budapesti Kamaraszínházban lépett fel. 2008-2022 között a szombathelyi Weöres Sándor Színház tagja volt. 2022-től a Pesti Magyar Színház színésznője. Karakterszerepeket alakít. 2014-ben Aase-díjat kapott.

## Színházi szerepei
- William Shakespeare: Ahogy tetszik....Juci
- William Shakespeare: Rómeó és Júlia....Capuletné
- William Shakespeare: Othello....Bianca
- William Shakespeare : Szenitánéji álom: Titánia, tündérkirályné
- William Shakespeare : Makrancos Kata avagy a hárpia megzabolázása....Özvegy
- Carlo Goldoni: A hazug....Rossura
- Carlo Goldoni: Virgonc hölgyek, avagy a rózsaszín kokárda....Dorotea
- Molière: Sganarelle, vagy a képzelt szarvak....Célie
- Molière: Kullancsok....Orante
- Molière: Scapin furfangjai....Nérine
- Molière: A képzelt beteg....Beline
- Anton Pavlovics Csehov: Ivanov....Szasa
- Anton Pavlovics Csehov: Három nővér....Olga
- Anton Pavlovics Csehov: Ványa bá....Vojnyickaja
- Nyikolaj Vasziljevics Gogol: A revizor....Jelena Szergejevna Silovszkaja, rendőrfőnök
- Fjodor Mihajlovics Dosztojevszkij – Jeles András:....Lina
- Ivan Szergejevics Turgenyev: Egy hónap falun....Lizaveta Bogdanovna
- Makszim Gorkij: Örökösök....Ludmilla
- Bertolt Brecht: Szorító....Jane Larry
- Arthur Miller: Lefelé a hegyről....Logan nővér
- Arthur Miller: A salemi boszorkányok....Tituba, Parris néger szolgálója
- George Bernard Shaw: Pygmalion....Pearsné
- Federico García Lorca: Yerma....Második asszony
- George Orwell – Dömötör Tamás: Farm Bt....Rózsi
- Oscar Wilde: Bunbury....Cecily Cardew
- Oscar Wilde: Ernst (komoly) az élet (Bunbury)....Miss Prism, nevelőnő
- Ovidius: Átváltozások....szereplő
- Jean Racine: Andromaché....szereplő
- Friedrich Dürrenmatt: Fizikusok....Möbiusné
- Edward Albee: Nem félünk a farkastól....Honey
- Georg Büchner: Leonce és Léna....Rosetta
- Brian Friel: Pogánytánc....Kate
- Georges Feydeau: A hülyéje....Mme Pinchard
- Noël Coward: Vidám kísértet....Mrs. Bradman
- William Somerset Maugham: Imádok férjhez menni....Montmorency kisasszony
- Robert Thomas: Nyolc nő....Mamy
- Karel Čapek: A végzetes szerelem játéka....Isabella
- Bohumil Hrabal – Ivo Krobot: Szigorúan ellenőrzött vonatok....Grófnő
- Franz Xavier Kroetz: Felső-Ausztria....Nő
- Franz Xavier Kroetz: A fészek....Nő
- Martin McDonagh: A kripli....Mamus
- Madách Imre: Az ember tragédiája....Heléne; Cigányasszony
- Heltai Jenő: Naftalin....Manci
- Füst Milán: Catullus....Szolgálólány
- Csiky Gergely: A nagymama....Márta
- Csiky Gergely: Mukányi....szereplő
- Tóth Ede – Mohácsi István – Mohácsi János: A falu rossza....Gonoszné
- Móricz Zsigmond: Rokonok....Kati néni
- Molnár Ferenc: Liliom....Lujza
- Molnár Ferenc: A testőr....Szobalány, Páholyosnő
- Molnár Ferenc: Az üvegcipő....Viola, Adél anyja
- Szép Ernő: Vőlegény....Anya
- Örkény István: Tóték....Gizi Gézáné, rossz hírű nő
- Sarkadi Imre: Oszlopos Simeon....Mária
- Gyurkovics Tibor: Nagyvizit....Mária
- Schwajda György: Ludas Matyi....Juliska elvtársnő
- Pozsgai Zsolt: Törődj a kerttel!....Fiatal lány
- Egressy Zoltán – Dömötör Tamás: 9700....Rumi Mária
- Dömötör Tamás: Szerelmes Balázs....Madam Zoé
- Háy János: A Herner Ferike faterja....Asszony
- Székely Csaba: Vitéz Mihály....Blende (prágai hivatalnok)
- Menszátor Héresz Attila – Sediánszky Nóra: Bangkoki punkok....Evangeli
- Thuróczy Katalin: Kerített város....Berta
- Ödön von Horváth: Mesél a bécsi erdő....Marianne
- Ábrahám Pál: 3:1 a szerelem javára....Kőrössy Mira
- Kálmán Imre: Csárdáskirálynő....Klementina
- Eisemann Mihály: Én és a kisöcsém....Kamilla, idegenvezető
- Békeffi István: A régi nyár....Néni, cukrászné
- Szirmai Albert – Gábor Andor – Bakonyi Károly: Mágnás Miska....Stefánia
- Czukor Balázs – Khaled-Abdo Szaida: Cudar világ....Nagymama
- Frances Hodgson Burnett – Jeles András: A kis Lord....Mary, cseléd
- L. Frank Baum – Schwajda György: Óz, a nagy varázsló....Dorka
- Nagy Karola: C. kisasszony szenvedélye....Anny
- Zalán Tibor: Hetvenhét....Bora
- David Storey: Anyák napja....Lily
- Moritz Rinke: Vineta Köztársaság....Ursula Feldmann-See
- Neil Simon – Cy Coleman: Sweet Charity....Gyűjtő nő és Angyal
- John Kander – Fred Ebb – Bob Fosse: Chicago....Pokolravaló Kitty; Dögöljmeg Kitty
- Robert Harling: Acélmagnóliák....Valery (a szomszéd, kutyás nő)
- Arnold Wesker: A konyha....Anne
- Elfriede Jelinek: Ernst (komoly) az élet (Bunbury)....Miss Prism, nevelőnő
- Terry Johnson: Diploma előtt... Mrs. Braddock
- Oleg és Vlagyimir Presznyakov: Terrorizmus...2. Asszony
- Szigligeti Ede – Mohácsi István – Mohácsi János: Liliomfi... Kányai Kamilla, vénkisasszony
- Ion Luca Caragiale – Mohácsi István – Mohácsi János: Farsang, avagy…ez is mekkora egy tahó… ... Elena, a zsűri elnöke

## Filmjei

### Játékfilmek
- Napló szerelmeimnek (1987)
- Malom a pokolban (1987)
- Nyomkereső (1993)
- Balekok és banditák (1997)
- Tibor vagyok, de hódítani akarok! (2006)
- Szabadság, szerelem (2006)
- Kaméleon (2008)

### Tévéfilmek
- Senki nem tér vissza (1987)[3]
- Koldus Napóleon (1987)
- Nyolc évszak 1-8. (1987)
- Az ördög talizmánja (1987)
- Peer Gynt (1988)
- Házasságból elégtelen (1989)
- Kis Romulusz (1994)
- Helló, Doki (1996)
- Az öt zsaru (1998)
- Kisváros (1999)
- Lili (2003)
- Jóban Rosszban (2006-2009, 2012)
- A kísértés (2007)
- Hacktion: Újratöltve (2013)
- A mi kis falunk (2021)
- Doktor Balaton (2022)
- Hazatalálsz (2023)

## Díjai, elismerései
- Aase-díj (2014)
- Holdbeli csónakos-díj (2018)